# Briec
 Briec  (en bretón Brieg) es una población y comuna francesa, situada en la región de Bretaña, departamento de Finisterre, en el distrito de Quimper. Es el chef-lieu del cantón de Briec.

## Demografía
| 3425 | 3436 | 3744 | 4587 | 4546 | 4603 |
| Para los censos de 1962 a 1999 la población legal corresponde a la población sin duplicidades (Fuente: INSEE [Consultar]) |      |      |      |      |      |